# Họ Cá bơn cát
Cá bơn răng lớn hay cá bơn cát là các loài cá bơn thuộc họ Paralichthyidae của bộ cá thân bẹt (Pleuronectiformes) Họ cá bơn này chứa 14 chi cá với tổng cộng 110 loài cá bơn cát.

## Đặc điểm
Chúng sống trong các vùng biển gần bờ, và có cơ thể bất đối chứng, cả hai con mắt của chúng luôn nằm trên phía trái của cái đầu trong khi một họ cá bơn khác là Pleuronectidae thì thường (nhưng không phải luôn luôn như vậy) có hai cặp mắt nằm ở phía phải của phần đầu, trái ngược với họ cá này. Chúng được tìm thấy trong những vùng nước biển ôn đới và nhiệt đới của vùng Đại Tây Dương, Ấn Độ Dương và Thái Bình Dương Nhiều loài trong họ cá này có vai trò quan trọng trong ngành công nghiệp thương mại cá cũng như là cá câu thể thao. Các loài phổ biến nhất trong họ này có thể kể đến là Paralichthys californicus và Citharichthys sordidus.

## Các chi
- Ancylopsetta
- Cephalopsetta
- Citharichthys
- Cyclopsetta
- Etropus
- Gastropsetta
- Hippoglossina
- Paralichthys
- Pseudorhombus
- Syacium
- Tarphops
- Tephrinectes
- Thysanopsetta
- Xystreurys